# Thiat
Thiat korábbi község Franciaország Új-Aquitania régiójában, Haute-Vienne megyében. 2019. január 1-jén három másik korábbi községgel egyesült és az így létrejött Val-d’Oire-et-Gartempe új község része lett.
Lakosainak száma 133 fő (2018. január 1.). Thiat Lathus-Saint-Rémy, Bussière-Poitevine, Darnac és Oradour-Saint-Genest községekkel határos.

## Népesség
A település népessége az elmúlt években az alábbi módon változott:
| Lakosok száma | 161  | 146  | 138  | 138  | 133  |
|               | 2013 | 2015 | 2016 | 2017 | 2018 |